# Astomella capensis
Astomella capensis är en tvåvingeart som beskrevs av Evert I. Schlinger 1960. Astomella capensis ingår i släktet Astomella och familjen kulflugor. Inga underarter finns listade i Catalogue of Life.